# Senat Weichmann III
Der Senat Weichmann III bildete vom 22. April 1970 bis zum 6. Juni 1971 die Hamburger Landesregierung.
| Amt | Name                                              | Partei | Partei |
| --- | ------------------------------------------------- | ------ | ------ |
| Erster Bürgermeister                                                                                       | Herbert Weichmann                                 |        | SPD    |
| Zweiter Bürgermeister                                                                                      | Peter Schulz                                      |        | SPD    |
| Zweiter Bürgermeister                                                                                      | gemeinsam mit Reinhard Philipp                    |        | FDP    |
| Schulbehörde und Jugendbehörde                                                                             | Peter Schulz                                      |        | SPD    |
| Behörde für Wirtschaft und Verkehr                                                                         | Helmuth Kern                                      |        | SPD    |
| Finanzbehörde                                                                                              | Hans Rau                                          |        | FDP    |
| Finanzbehörde                                                                                              | gemeinsam mit Otto Hackmack bis 31. Dezember 1970 |        | SPD    |
| Bevollmächtigter beim Bund                                                                                 | Ilse Elsner                                       |        | SPD    |
| Justizbehörde                                                                                              | Ernst Heinsen                                     |        | SPD    |
| Arbeits- und Sozialbehörde                                                                                 | Ernst Weiß                                        |        | SPD    |
| Gesundheitsbehörde                                                                                         | Hans-Joachim Seeler                               |        | SPD    |
| Baubehörde                                                                                                 | Caesar Meister                                    |        | SPD    |
| Behörde für Ernährung und Landwirtschaft                                                                   | Wilhelm Eckström                                  |        | SPD    |
| Behörde für Inneres                                                                                        | Heinz Ruhnau                                      |        | SPD    |
| Kulturbehörde ab 1. Januar 1971: Behörde für Wissenschaft und Kunst                                        | Reinhard Philipp                                  |        | FDP    |
| Senatsamt für den Verwaltungsdienst und Behörde für Vermögen und öffentliche Unternehmen ab 1. Januar 1971 | Otto Hackmack                                     |        | SPD    |